# 荒木氏綱
荒木氏綱（?—?），日本戰國時代至安土桃山時代的武將。波多野氏家臣。受領名是山城守。父親是荒木氏義（根據『寬政重修諸家譜』內的荒木家系圖記載，通稱兵部少輔，是荒木村重的叔父）。丹波國多紀郡細工所城城主。

## 生平
生年不詳。仕於在丹波國波多野氏。作為豪勇的武將而為人所知，在織田氏重臣明智光秀攻入丹波時，幾度撃退織田軍。天正7年（1579年），在波多野秀治被織田軍所捕並處刑後，向光秀降伏。此時，被光秀邀請成為家臣，不過以患病為理由而拒絕，並令嫡男氏清（在本能寺之變中屬於明智方並戰死）出仕。
關於死亡時期，有在天正10年（1582年）於本能寺之變時，與兒子們一同屬於明智方，並在瀨田一同戰死的説法（『武家事紀』）、因為明智秀滿的計畫而在坂本城中死守，不過最後逃脱的説法（『新撰豐臣實錄』）等。亦可能在天正10年（1582年）以後生存，不過正確的死去日期不詳（亦可能是與兒子氏清的事績混同）。

## 子孫
玄孫是陸奧國三春藩的重臣荒木高村，高村的嫡男成為藩主秋田輝季的養子，繼承家督並成為三春藩第4代藩主秋田賴季。

## 外部連結
- 武家家伝＿丹波荒木氏 （页面存档备份，存于）